# U-422
U-422 — средняя немецкая подводная лодка типа VIIC времён Второй мировой войны.

## История
Заказ на постройку субмарины был отдан 10 апреля 1941 года. Лодка была заложена 11 февраля 1942 года на верфи Данцигер Верфт в Данциге под строительным номером 123, спущена на воду 10 октября 1942 года. Лодка вошла в строй 10 февраля 1943 года под командованием лейтенанта Вольфганга Пёшеля.

### История службы
Лодка совершила один боевой поход. Успехов не достигла. 23 сентября 1943 года лодка была атакована глубинными бомбами и пулемётным огнём самолёта союзников, опознанного как «Галифакс». Трое подводников получили ранения, в том числе двое — тяжёлые. Запросившая медицинскую помощь лодка была направлена на встречу с «дойной коровой» U-460, состоявшуюся 29 сентября.
4 октября 1943 года U-422 и U-264 встретились в море, к северу от Азорских островов, в районе с координатами 45°13′ с. ш. 28°58′ з. д., с U-460 и получали с неё топливо и припасы, когда на них был совершён авианалёт группой из 12 самолётов типов «Эвенджер» и «Уайлдкэт» из авиагруппы американского эскортного авианосца USS Card. Две «семёрки» быстро погрузились, а U-460 погибла сразу, не успев погрузиться. U-422 была потоплена теми же самолётами в тот же день, 49 погибших (весь экипаж). U-264 удалось уйти, отделавшись тяжёлыми повреждениями.

### Флотилии
- 10 февраля 1943 года — 31 июля 1943 года — 8-я флотилия (учебная)
- 1 августа 1943 года — 4 октября 1943 года — 1-я флотилия

### Волчьи стаи
U-422 входила в состав следующих «волчьих стай»:
- Leuthen 8 сентября 1943 года — 24 сентября 1943